# Cneo Julio Mentón
Cneo o Gneo Julio Mentón  fue un político y militar romano del siglo V a. C., miembro de la gens Julia. Tito Livio le da el praenomen «Gnaeus», mientras que Diodoro Sículo le da el de «Gaius».

## Carrera política
Fue elegido cónsul en 431 a. C. con Tito Quincio Cincinato Peno. Debido a una disensión con su colega, fue sustituido en el mando de la guerra contra los volscos por el dictador Aulo Postumio Tuberto. Una vez que Tuberto asumió la dictadura, Mentón se quedó a cargo de la ciudad, donde dedicó un templo a Apolo.